# マーカス・ニスペル
マーカス・ニスペル（Marcus Nispel, 1963年5月26日 - ）は、ドイツ・フランクフルト・アム・マイン出身の映画監督。

## 人物
20歳の時、フルブライト・プログラムでニューヨーク市立大学ブルックリン校とニューヨーク工科大学に留学、帰国後、テレビコマーシャルやミュージック・ビデオの監督を経て、2003年、マイケル・ベイに招かれて『悪魔のいけにえ』のリメイク『テキサス・チェーンソー』で映画監督デビュー。
主にリメイクホラー映画を多く撮っている。

## 監督作品
- テキサス・チェーンソー The Texas Chainsaw Massacre (2003)
- フランケンシュタイン Frankenstein (2004) テレビ映画
- レジェンド・オブ・ウォーリアー 反逆の勇者 Pathfinder (2007)
- 13日の金曜日 Friday the 13th (2009)
- コナン・ザ・バーバリアン Conan the Barbarian (2011)
- 戦慄病棟 Backmask (2015)